# Liste der Fornminnen in Överlännäs

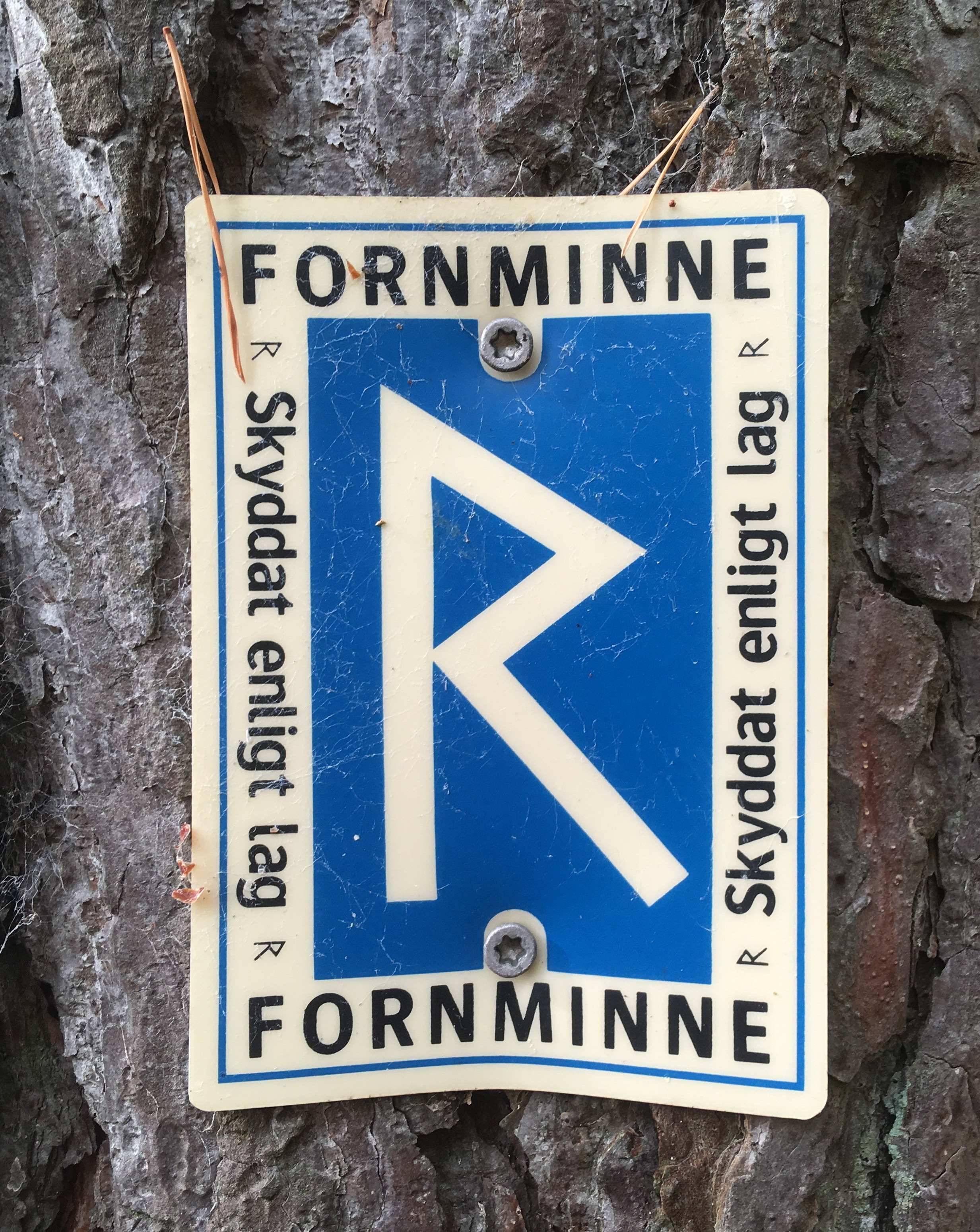
Zeichen für „Fornminnen“ in Schweden

Diese Liste der Fornminnen in Överlännäs zeigt die „Alten/antiken Denkmale“ (schwedisch fornminnen) im ehemaligen Socken Överlännäs in der heutigen Gemeinde Sollefteå der schwedischen Provinz Västernorrlands län, sie ist eine Teilliste der „Liste der Fornminnen in Västernorrland“. Die Aufteilung basiert auf der historischen Zuordnung der Gebiete in Socken (siehe auch) und der Einteilung des Zentralamts für Denkmalpflege Riksantikvarieämbetet (RAÄ). Es werden die Fornminnen aufgeführt, die auf dem Suchdienst „Fornsök“ registriert sind, welcher weitere Informationen zu den bekannten kulturhistorischen Überresten in Schweden enthält.

## Begriffserklärung
Fornminnen (schwedisch für alte/antike Denkmale oder archäologische Funde) sind in Schweden alte Objekte und archäologische Funde (Fornlämningar), welche die Überreste menschlicher Aktivitäten in der Vergangenheit bezeichnen, die durch frühere Nutzung entstanden sind und dauerhaft aufgegeben wurden. Dabei gilt für Fornminnen, die vor 1850 entstanden sind, dass sie automatisch durch das Gesetz geschützt sind. Aber auch jüngere Überreste können zu Bodendenkmalen erklärt werden, wenn sie sich an ihrem ursprünglichen Standort befinden und weitgehend erdgebunden sind. Als Fornminnen zählen u. a. Siedlungen und Siedlungsreste aus prähistorischer Zeit, Gräber und Grabstätten, Burgruinen, Ruinen von Klöstern, Kirchen und Schlössern, Steine und Felsen mit Inschriften und Bildern (z. B. Runensteine und Petroglyphen), insofern sie nicht schon als Einzeldenkmal unter Byggnadsminnen (schwedisch für Baudenkmale) oder kyrkliga Kulturminnen (schwedisch für kirchliches Kulturgut) ausgewiesen sind.

## Legende
| ID           | = | ID.Nr. des Denkmalregisters (Fornsök) im schwedische Amt für nationales Kulturerbe (Riksantikvarieämbetet (RAÄ)) |
| Lage         | = | Koordinatenangabe des Standorts                                                                                  |
| Bezeichnung  | = | Bezeichnung des Denkmalobjekts (auch RAÄ-Nr.)                                                                    |
| Beschreibung | = | Name (Denkmaltyp/Dokumentenverweis im Arkivsök) sowie eine kurze Beschreibung des Objekts                        |
| Bild         | = | Bild des Objekts sowie Verweis auf weitere Bilder                                                                |

## Liste Fornminnen Överlännäs
| ID             | Lage    | Bezeichnung (RAÄ-Nr.) | Beschreibung | Bild           |
| -------------- | ------- | --------------------- | --- | -------------- |
| 10251500010001 | (Karte) | Överlännäs 1:1        | Överlännäs 1:1 (Hügelgrab / L1935:5752) Beschreibung ergänzen | Weitere Bilder |
| 10251500020001 | (Karte) | Överlännäs 2:1        | Överlännäs 2:1 (Hügelgrab / L1935:6062) Beschreibung ergänzen | Weitere Bilder |
| 10251500030001 | (Karte) | Överlännäs 3:1        | Överlännäs 3:1 (Steinsetzung / L1935:6063) Beschreibung ergänzen | Weitere Bilder |
| 10251500040001 | (Karte) | Överlännäs 4:1        | Överlännäs 4:1 (Hügelgrab / L1935:5882) Beschreibung ergänzen | Weitere Bilder |
| 10251500050001 | (Karte) | Överlännäs 5:1        | Överlännäs 5:1 (Gräberfeld / L1935:6047) etwa 50 x 30 m großes Gräberfeld bei der Siedlung Macked auf der Westseite des Ångermanälven, bestehend aus 8 archäologischen Funden, 7 runden Hügelgräbern mit bis zu 7 m Durchmesser und einer Steinsetzung von 5 m Durchmesser sowie einer bisher nicht näher untersuchten Grube von 2 m Durchmesser im Nordwesten.                                                                                       | Weitere Bilder |
| 10251500060001 | (Karte) | Överlännäs 6:1        | Överlännäs 6:1 (Steinsetzung / L1935:5941) Beschreibung ergänzen | Weitere Bilder |
| 10251500070001 | (Karte) | Överlännäs 7:1        | Överlännäs 7:1 (Gräberfeld / L1935:5773) Beschreibung ergänzen | Weitere Bilder |
| 10251500080001 | (Karte) | Överlännäs 8:1        | Överlännäs 8:1 (Hügelgrab / L1935:8884) Beschreibung ergänzen | Weitere Bilder |
| 10251500100001 | (Karte) | Överlännäs 10:1       | Överlännäs 10:1 (Gräberfeld / L1935:8905) Beschreibung ergänzen | Weitere Bilder |
| 10251500150001 | (Karte) | Överlännäs 15:1       | Överlännäs 15:1 (Steinsetzung / L1935:9071) Beschreibung ergänzen | Weitere Bilder |
| 10251500160001 | (Karte) | Överlännäs 16:1       | Överlännäs 16:1 (Gräberfeld / L1935:9072) ovales (ca. 200 x 60 m) Gräberfeld (auch als schwedisch „Holms gravfält“ bezeichnet) am Nordufer des Ångermanälven bei der Ortschaft Holm (südlich von schwedisch „Holms säteri“ - siehe auch „Gut Holm“); bestehend aus 20 Fundstätten, davon runde 18 Hügelgräber mit bis zu 21 m Durchmesser und 3,5 m Höhe sowie einer runden (14 m Durchmesser) und einer dreieckigen (15 m Kantenlänge) Steinsetzung. | Weitere Bilder |
| 10251500170001 | (Karte) | Överlännäs 17:1       | Överlännäs 17:1 (Steinsetzung / L1935:9749) Beschreibung ergänzen | Weitere Bilder |
| 10251500170002 | (Karte) | Överlännäs 17:2       | Överlännäs 17:2 (Steinsetzung / L1935:9751) Beschreibung ergänzen | Weitere Bilder |
| 10251500170003 | (Karte) | Överlännäs 17:3       | Överlännäs x (Steinsetzung / L1935:9750) Beschreibung ergänzen | Weitere Bilder |
| 10251500180001 | (Karte) | Överlännäs 18:1       | Överlännäs 18:1 (Gräberfeld / L1935:9148) Beschreibung ergänzen | Weitere Bilder |
| 10251500190001 | (Karte) | Överlännäs 19:1       | Överlännäs 19:1 (Gräberfeld / L1935:5859) Beschreibung ergänzen (auch als schwedisch „Björkå gravfält“ bezeichnet) | Weitere Bilder |
| 10251500200001 | (Karte) | Överlännäs 20:1       | Överlännäs 20:1 (Hügelgrab / L1935:9698) Beschreibung ergänzen | Weitere Bilder |
| 10251500200002 | (Karte) | Överlännäs 20:2       | Överlännäs 20:2 (Steinsetzung / L1935:5851) Beschreibung ergänzen | Weitere Bilder |
| 10251500210001 | (Karte) | Överlännäs 21:1       | Överlännäs 21:1 (Hügelgrab / L1935:9699) Beschreibung ergänzen | Weitere Bilder |
| 10251500230001 | (Karte) | Överlännäs 23:1       | Överlännäs 23:1 (Hügelgrab / L1935:9221) Beschreibung ergänzen | Weitere Bilder |
| 10251500250001 | (Karte) | Överlännäs 25:1       | Överlännäs 25:1 (Steinsetzung / L1935:8901) Beschreibung ergänzen | Weitere Bilder |
| 10251500250002 | (Karte) | Överlännäs 25:2       | Överlännäs 25:2 (Steinsetzung / L1935:9503) Beschreibung ergänzen | Weitere Bilder |
| 10251500250003 | (Karte) | Överlännäs 25:3       | Överlännäs x (Steinsetzung / L1935:8902) Beschreibung ergänzen | Weitere Bilder |
| 10251500250004 | (Karte) | Överlännäs 25:4       | Överlännäs 25:4 (Steinsetzung / L1935:8903) Beschreibung ergänzen | Weitere Bilder |
| 10251500550001 | (Karte) | Överlännäs 55:1       | Överlännäs 55:1 (Alm / L1935:9392) Beschreibung ergänzen | Weitere Bilder |
| 10251500600001 | (Karte) | Överlännäs 60:1       | Överlännäs 60:1 (Alm / L1935:8763) Beschreibung ergänzen (auch als schwedisch „Harjomfäbodarna“ bezeichnet) | Weitere Bilder |
| 10251500650001 | (Karte) | Överlännäs 65:1       | Överlännäs 65:1 (Alm / L1935:8889) Beschreibung ergänzen | Weitere Bilder |
| 12000000052606 | (Karte) | Överlännäs 69         | Överlännäs 69 (Hügelgrab / L1934:361) rundes (etwa 7 m Durchmesser, 1 m hoch) Hügelgrab, mittig mit Grube und Rinne nach Südwest, bei der Ortschaft Tybränn am Ostufer des Ångermanälven gelegen, 160 m westlich davon befindet sich Hügelgrab Överlännäs 1:1 (L1935:5752) und 240 m südlich Hügelgrab Överlännäs 2:1 (L1935:6062) | Weitere Bilder |